# Double Dragon (gra komputerowa 1987)
Double Dragon – gra komputerowa typu beat ’em up, stworzona przez Technos. Jest pierwszą grą w serii Double Dragon. Została wydana w 1987 roku na automaty, później przeniesiona na przeróżne komputery domowe oraz konsole. Wersje gry różniły się od siebie, w zależności od możliwości sprzętu – z wersji na NES-a wycięto tryb kooperacji, zamiast tego dodano możliwość walki 1 na 1, również wersja na Atari 2600, wykonana przez Activision była mocno uproszczona. W roku 2003 gra doczekała się nieco poprawionego remake’u o nazwie Double Dragon Advance.

## Historia
Głównymi bohaterami gry są bracia Billy i Jimmy Lee, mistrzowie sztuk walk. Muszą oni uratować dziewczynę Billy’ego, Marian, którą porwał gang Black Warriors – całe porwanie jest przedstawione w animowanym na silniku gry intrze, gdzie Marian zostaje pobita i zabrana przez członków gangu.

## Rozgrywka
Gra jest typową chodzoną bijatyką, gdzie gracz idzie w jedną stronę, po drodze bijąc przeciwników. Jako że bracia Lee są mistrzami sztuk walk, potrafią oni wykonać wiele ciosów, w tym kopnięcie z wyskoku, czy przerzut przeciwnika przez ramię. Poza różnymi uderzeniami gracz może posługiwać się znalezioną bronią – były to kije baseballowe, bicze, noże oraz materiały wybuchowe. Gra zawierała też przepaście, które należało ominąć bądź przeskoczyć.